# Kipoi (Ioannina)

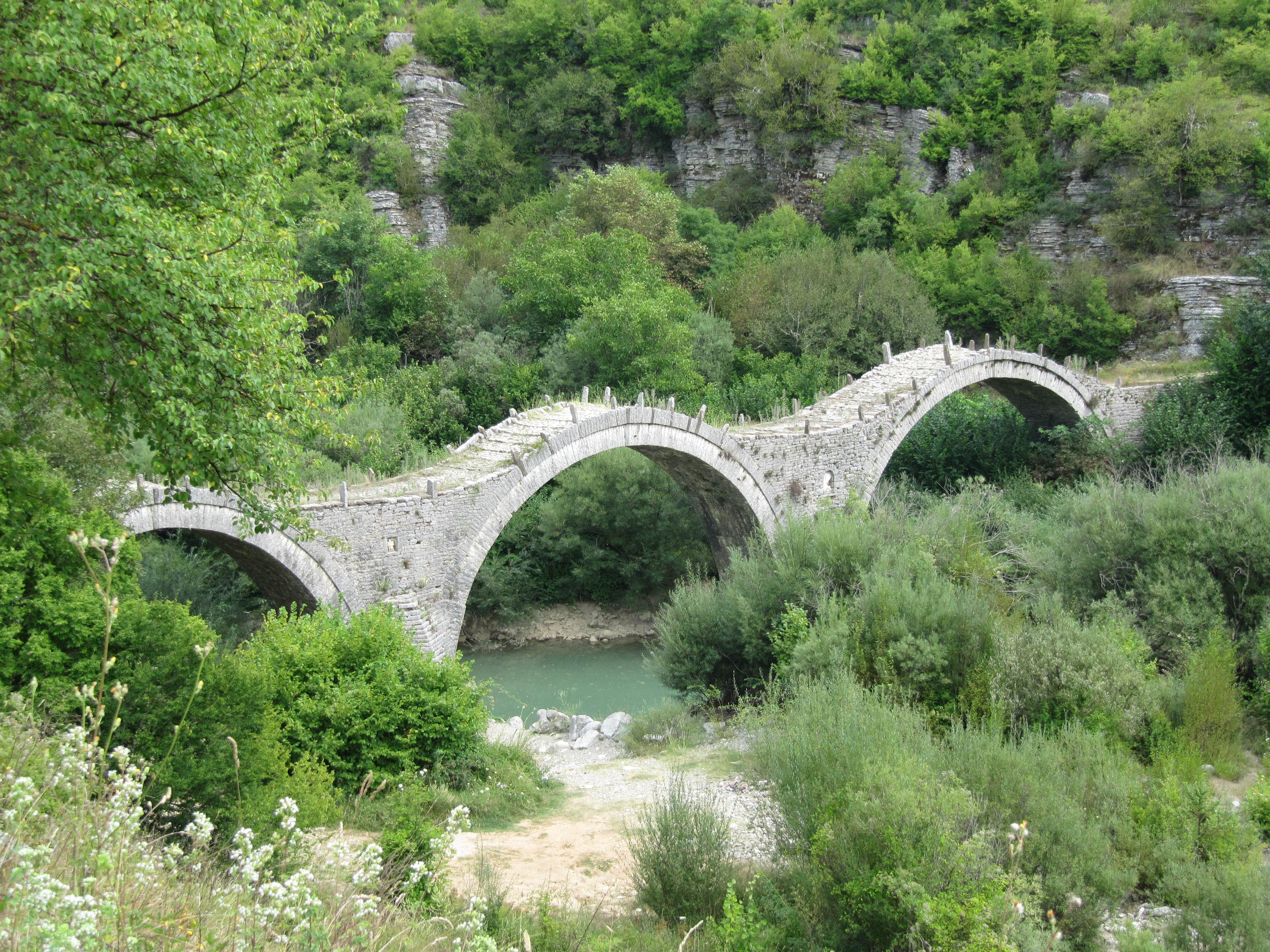
De Plakida- of Kalogeriko-brug bij Kipoi

Kipoi (Grieks: Κήποι), ook wel bekend als Bagia (Grieks: Μπάγια) en veelal aangeduid als Kipi, is een  dorp in de Griekse bestuurlijke regio (periferia) Epirus. Het maakt deel uit van de deelgemeente (dimotiki enotita) Tymfi, fusiegemeente (dimos) Zagori.
De naam is afgeleid van de vele tuinen in de omgeving van het dorp (Grieks Κήποι = tuinen). De naam Bagia is Slavisch en betekent "warme (en laaggelegen) plaats". Het dorp is gebouwd op een rotsachtige heuvel aan het zuidelijke uiteinde van de Vikoskloof.

## Geschiedenis en cultuur
Kipoi was ooit het centrum van Zagori. Na de Balkanoorlogen en de bevrijding van Epirus in 1913 eisten de inwoners van Kipoi dat het de hoofdstad van Zagori zou worden vanwege de centrale ligging en omdat het al ooit de "hoofdstad" was geweest.
In Kipoi is de traditionele architectuur van Epirus nog goed te zien met de leistenen huizen en wegen. Vlak bij het dorp ligt de meest bekende boogbrug van Zagori, de Plakida- of Kalogeriko-brug. Deze stenen brug met de kenmerkende drie bogen werd gebouwd in de 18e eeuw en wordt tegenwoordig door vele toeristen bezocht.